# 翼形表孔珊瑚
翼形表孔珊瑚（学名：Montipora peltiformis）为軸孔珊瑚科表孔珊瑚屬下的一个种。